# گارگین یکم
گارگین یکم (Գարեգին Ա. Սարգիսյան؛ ۲۷ اوت ۱۹۳۲ – ۲۹ ژوئن ۱۹۹۹) یک کشیش ارمنی‌تبار اهل سوریه بود. وی بین سال‌های ۱۹۹۵ تا ۱۹۹۹ میلادی جاثلیق کلیسای حواری ارمنی بود.
گارگین یکم با نام غسل تعمیدی نشان سارگیسان در شهر کسب (سوریه) به دنیا آمد.